# Miejsca pamięci w Opocznie
Miejsca pamięci w Opocznie – miejsca pamięci i tablice pamiątkowe wzniesione w Opocznie ku czci osób lub dla upamiętnienia wydarzeń.
| Nazwa                                                                          | Opis | Zdjęcie                                                                      |
| ------------------------------------------------------------------------------ | --- | ---------------------------------------------------------------------------- |
| Tablica upamiętniająca 100-lecie odrodzonego lecznictwa szpitalnego w Opocznie | Granitowa tablica upamiętniająca „100-lecie odrodzonego lecznictwa szpitalnego w Opocznie”. Odsłonięcia tablicy dokonano 8 kwietnia 2019 r. Nad tablicą umieszczono drewniane popiersie Edmunda Biernackiego – urodzonego w Opocznie patrona miejscowego szpitala powiatowego. Autorem rzeźby jest artysta rzeźbiarz Marek Mokrowiecki. Tablica znajduje się przed wejściem do szpitala powiatowego przy ul. Partyzantów w Opocznie. Współrzędne: 51°22′44,4″N 20°16′40,4″E/51,379000 20,277889 | Tablica Edmunda Biernackiego w Opocznie                                      |
| Dąb Pamięci Stanisława Bąka                                                    | Dąb Pamięci posadzony dla uhonorowania służącego w opoczyńskiej policji starszego posterunkowego Stanisława Bąka urodzonego 10 listopada 1888 roku we wsi Janków, zamordowanego strzałem w tył głowy przez NKWD w Twerze w 1940 r. Uroczystość posadzenia dębu na terenie Zespołu Szkół Samorządowych nr 1 w Opocznie odbyła się 29 maja 2019 r., w ramach obchodów 100-lecia powstania Policji Państwowej. W uroczystości wziął udział m.in. wnuk upamiętnionego starszego posterunkowego – Michał Bąk. Przy posadzonym dębie umieszczono pamiątkową tabliczkę z informacjami i symbolem programu „Katyń... ocalić od zapomnienia”. Współrzędne: 51°22′48,0″N 20°16′55,9″E/51,380000 20,282194 | Dąb Pamięci st. post. Stanisława Bąka w Opocznie                             |
| Tablica upamiętniająca 100-lecie urodzin Edmunda Biernackiego                  | Kamienna tablica upamiętniająca 100-lecie urodzin opocznianina, profesora Edmunda Biernackiego, wybitnego internisty, patologa i twórcy metody określania szybkości opadania krwinek. Tablica jest umieszczona na ścianie przy wejściu do Szpitala Rejonowego przy ul. Partyzantów w Opocznie. Odsłonięcia tablicy dokonano 19 grudnia 1966 r. Współrzędne: 51°22′43,9″N 20°16′40,0″E/51,378861 20,277778 | Tablica upamiętniająca 100-lecie urodzin Edmunda Biernackiego w Opocznie     |
| Tablica poświęcona Markowi Galińskiemu                                         | Kamienna tablica poświęcona urodzonemu 1 sierpnia 1974 r. w Opocznie, tragicznie zmarłemu kolarzowi, wielokrotnemu mistrzowi Polski i olimpijczykowi Markowi Galińskiemu. Tablica znajduje się na chodniku przy ulicy Marka Galińskiego w Opocznie. Uroczystość odsłonięcia tablicy odbyła się w sierpniu 2018 r. Współrzędne: 51°22′42,8″N 20°16′49,5″E/51,378556 20,280417 | Tablica pamiątkowa Marka Galińskiego w Opocznie                              |
| Dąb Pamięci Antoniego Gmerka                                                   | Dąb Pamięci posadzony dla uhonorowania lekarza 3 Pułku Piechoty Korpusu Ochrony Pogranicza, majora Antoniego Ignacego Gmerka urodzonego 1 lutego 1901 roku w Opocznie, zamordowanego strzałem w tył głowy przez NKWD w Charkowie w 1940 r. Uroczystość posadzenia dębu na pasie zieleni przed budynkiem Liceum Ogólnokształcącego im. St. Żeromskiego w Opocznie odbyła się 25 kwietnia 2016 r. Przy posadzonym dębie umieszczono pamiątkową tabliczkę z informacjami i logo programu „Katyń… ocalić od zapomnienia”. Współrzędne: 51°22′40,1″N 20°17′07,0″E/51,377806 20,285278 | Dąb Pamięci Antoniego Gmerka w Opocznie                                      |
| Dąb Pamięci Franciszka Herzoga                                                 | Dąb Pamięci posadzony dla uhonorowania pułkownika piechoty Wojska Polskiego Franciszka Herzoga urodzonego 10 września 1894 w Białej, zamordowanego wiosną 1940 r. przez funkcjonariuszy NKWD w Charkowie. Uroczystość posadzenia dębu na terenie Zespołu Szkół Powiatowych w Opocznie odbyła się w kwietniu 2009 r. w ramach akcji „Katyń... ocalić od zapomnienia”. Przy posadzonym dębie umieszczono pamiątkową tabliczkę z informacjami. Współrzędne: 51°22′39,7″N 20°16′21,1″E/51,377694 20,272528 | Dąb Pamięci płk. Franciszka Herzoga w Opocznie                               |
| Płaskorzeźba Jana Pawła II                                                     | Okrągła płaskorzeźba autorstwa Jerzego Sikorskiego przedstawiająca wizerunek papieża Jana Pawła II otoczony napisem „Największemu Polakowi, ukochanemu Ojcu Św.” Rzeźba ze sztucznego kamienia o średnicy 2,2 m. znajduje się na frontonie kolegiaty św. Bartłomieja w Opocznie nad głównym wejściem do kościoła. Dzieło powstało w 2000 r. Współrzędne: 51°22′35,5″N 20°17′25,3″E/51,376528 20,290361 | Płaskorzeźba Jana Pawła II w Opocznie                                        |
| Tablica poświęcona Janowi Pawłowi II                                           | Tablica poświęcona „Janowi Pawłowi II honorowemu obywatelowi miasta Opoczno” została odsłonięta 4 listopada 2000 r. Jest wmurowana w ścianę frontową kolegiaty św. Bartłomieja w Opocznie. Z treści tablicy wynika, że została ufundowana przez parafian i mieszkańców Opoczna. Współrzędne: 51°22′35,5″N 20°17′25,3″E/51,376528 20,290361 | Tablica poświęcona Janowi Pawłowi II w Opocznie                              |
| Tablica wdzięczności jarocinian                                                | Metalowa tablica ku „pamięci mieszkańców Ziemi Opoczyńskiej, którzy w grudniu 1939 roku przyjęli pod swój dach ludność przymusowo wysiedloną przez niemieckich okupantów z powiatu jarocińskiego”. Tablica upamiętnia wydarzenia z początków II wojny światowej, kiedy to w grudniu 1939 r. hitlerowcy przepędzili z Jarocina mieszkańców narodowości polskiej i zmusili ich do zorganizowania sobie nowego życia w Opocznie i okolicznych miejscowościach. Tablica jest dowodem wdzięczności za okazaną jarocinianom życzliwość i pomoc. Tablicę odsłonięto w 2019 r. Jest ona przymocowana do ściany frontowej budynku przy Placu T. Kościuszki 1 w Opocznie. Współrzędne: 51°22′34,2″N 20°17′22,5″E/51,376167 20,289583 | Tablica wysiedlonych z powiatu jarocińskiego w Opocznie                      |
| Tablica upamiętniająca Stanisława Kowalskiego                                  | Kamienna tablica upamiętniająca Stanisława Albina Kowalskiego – pioniera i organizatora szkolnictwa średniego na Ziemi Opoczyńskiej. Tablica jest wmurowana w ścianę domu przy Placu Kościuszki 20, w którym żył i pracował opoczyński pedagog. Uroczyste odsłonięcie tablicy nastąpiło w październiku 1985 r., z okazji obchodów 40. rocznicy powstania Liceum Ogólnokształcącego im. St. Żeromskiego w Opocznie, w którym Stanisław Kowalski pełnił funkcję pierwszego dyrektora. Współrzędne: 51°22′34,7″N 20°17′23,4″E/51,376306 20,289833 | Tablica Stanisława Kowalskiego w Opocznie                                    |
| Tablica upamiętniająca chor. Władysława Majchrzyka                             | Kamienna tablica upamiętniająca chorążego Władysława Majchrzyka – urodzonego w Opocznie pilota „Cyrku Skalskiego” walczącego w Afryce Północnej w 1943 r., kawalera orderu Virtuti Militari, absolwenta Szkoły Powszechnej im. Kazimierza Wielkiego w Opocznie. Inicjatorem powstania tablicy był Jacek Ciesielski. Uroczyste odsłonięcie tablicy miało miejsce 3 października 2014 r. Tablica jest przymocowana do ściany budynku Szkoły Podstawowej nr 2 w Opocznie, tuż przy wejściu do placówki. Współrzędne: 51°22′38,5″N 20°17′13,6″E/51,377361 20,287111 | Tablica ku czci Władysława Majchrzyka w Opocznie                             |
| Tablica poświęcona Lucjanowi Menke                                             | Granitowa płyta poświęcona pamięci komisarza Lucjana Menke, komendanta powiatowego Policji Państwowej w Opocznie, oraz innych funkcjonariuszy Policji Państwowej z terenu powiatu opoczyńskiego zamordowanych przez NKWD w 1940 r. Tablica znajduje się przed budynkiem Komendy Powiatowej Policji w Opocznie. 17 kwietnia 2018 roku uroczystego odsłonięcia tablicy dokonał Lech Menke – wnuk komisarza. Współrzędne: 51°22′00,4″N 20°17′57,9″E/51,366778 20,299417 | Tablica pamiątkowa komisarza Lucjana Menke w Opocznie                        |
| Dąb Pamięci Edwarda Mikołajczyka                                               | Dąb Pamięci posadzony dla uhonorowania funkcjonariusza opoczyńskiej Policji Państwowej, posterunkowego Edwarda Mikołajczyka urodzonego 14 lutego 1910 r. w Kielcach, zamordowanego strzałem w tył głowy przez NKWD w Twerze i pochowanego w Miednoje w 1940 r. Uroczystość posadzenia dębu na pasie zieleni przed budynkiem Liceum Ogólnokształcącego im. St. Żeromskiego w Opocznie odbyła się 17 kwietnia 2018 r. W uroczystości wziął udział m.in. syn upamiętnionego posterunkowego – Andrzej Mikołajczyk. Przy posadzonym dębie umieszczono pamiątkową tabliczkę z informacjami i wizerunkiem orła Policji Państwowej. Współrzędne: 51°22′40,4″N 20°17′06,8″E/51,377889 20,285222 | Dąb Pamięci Edwarda Mikołajczyka w Opocznie                                  |
| Tablica upamiętniająca nauczycieli – ofiary faszyzmu                           | Metalowa tablica upamiętniająca, jak głosi napis, „nauczycieli powiatu opoczyńskiego – ofiary faszyzmu – za udział w ruchu oporu i tajnym nauczaniu w latach 1939–1945”. Tablica została odsłonięta w 1965 r. Jest przymocowana do ściany budynku Szkoły Podstawowej nr 2 w Opocznie, tuż przy wejściu do placówki. Tablicę wykonano w Zakładach Przemysłu Terenowego „METALODLEW” w Końskich. Współrzędne: 51°22′38,5″N 20°17′13,6″E/51,377361 20,287111 | Tablica ku czci nauczycieli ofiar faszyzmu w Opocznie                        |
| Dąb Pamięci Jerzego Nowickiego                                                 | Dąb Pamięci posadzony dla uhonorowania porucznika Jerzego Romana Nowickiego urodzonego 2 grudnia 1908 roku w Opocznie, zamordowanego strzałem w tył głowy przez NKWD w Katyniu w kwietniu 1940 r. Uroczystość posadzenia dębu na pasie zieleni przed budynkiem Szkoły Podstawowej nr 2 w Opocznie odbyła się 13 kwietnia 2022, w Dniu Pamięci Ofiar Zbrodni Katyńskiej. Przy posadzonym dębie umieszczono pamiątkową tabliczkę z informacjami i wizerunkiem orła Wojska Polskiego II RP. Współrzędne: 51°22′38,5″N 20°17′14,0″E/51,377361 20,287222 | Dąb pamięci Jerzego Nowickiego w Opocznie                                    |
| Tablica ku czci partyzantów z oddziału AK Henryka                              | Kamienna tablica ku czci partyzantów z oddziału lotniczego „Henryka” 25. Pułku Piechoty Armii Krajowej oraz mieszkańców Ziemi Opoczyńskiej poległych i zamordowanych przez najeźdźców w latach 1939–1945. Z treści tablicy wynika, że jej fundatorem był kapitan Henryk Furmańczyk i partyzanci. Oprócz tekstu widnieje na niej również stylizowany wizerunek orła z wieńcem laurowym w dziobie – symbol pilotów wojskowych. Tablica powstała w lipcu 1989 r. Jest przymocowana do ściany frontowej kolegiaty św. Bartłomieja w Opocznie. Współrzędne: 51°22′35,5″N 20°17′25,3″E/51,376528 20,290361 | Tablica ku czci partyzantów z oddziału „Henryka” w Opocznie                  |
| Tablica upamiętniająca marszałka Józefa Piłsudskiego                           | Wykonana z brązu tablica upamiętniająca „wskrzesiciela Państwa Polskiego, twórcę i wodza Armii Polskiej” marszałka Józefa Piłsudskiego. Tablica z popiersiem marszałka i opisem najważniejszych jego dokonań autorstwa Wacława Sieroszewskiego została wmurowana we frontową ścianę „Domu Esterki” na placu T. Kościuszki w Opocznie 19 marca 1931 r. Przetrwała na swoim miejscu czasy okupacji hitlerowskiej, ponieważ była zakryta pnączem. W latach 50. XX wieku została zdemontowana i ukryta. Na swoje miejsce wróciła dopiero 12 maja 1990 r. w 55. rocznicę śmierci marszałka. Współrzędne: 51°22′36,9″N 20°17′20,1″E/51,376917 20,288917 | Tablica Józefa Piłsudskiego na Domu Esterki w Opocznie                       |
| Tablica ku czci ks. Jerzego Popiełuszki                                        | Kamienna tablica upamiętniająca „sługę Bożego księdza Jerzego Popiełuszkę patrona Solidarności¨. Na tablicy umieszczono wizerunek ks. Jerzego Popiełuszki oraz fragment tekstu jednego z jego kazań „Człowiek pracujący bez Boga, bez modlitwy, bez ideałów, będzie jak ptak z jednym skrzydłem dreptał po ziemi”. Tablica została odsłonięta 19 października 2004 r., w dwudziestą rocznicę śmierci księdza. Jest przymocowana do ściany bocznej kolegiaty św. Bartłomieja w Opocznie. Współrzędne: 51°22′35,7″N 20°17′26,2″E/51,376583 20,290611 | Tablica ku czci ks. Popiełuszki w Opocznie                                   |
| Tablica ku czci ofiar tragedii smoleńskiej                                     | Kamienna tablica poświęcona pamięci prezydenta Lecha Kaczyńskiego, jego małżonki Marii, prezydenta Ryszarda Kaczorowskiego oraz wszystkich ofiar tragedii smoleńskiej. Tablica została odsłonięta 10 kwietnia 2011 r. Jest przymocowana do ściany frontowej kolegiaty św. Bartłomieja w Opocznie. Z treści tablicy wynika, że została ufundowana przez mieszkańców powiatu opoczyńskiego i Akcję Katolicką. Współrzędne: 51°22′35,5″N 20°17′25,3″E/51,376528 20,290361 | Tablica ku czci ofiar tragedii smoleńskiej w Opocznie                        |
| Tablica upamiętniająca XXV rocznicę powstania NSZZ Solidarność                 | Kamienna tablica upamiętniająca XXV rocznicę powstania NSZZ „Solidarność” na Ziemi Opoczyńskiej. Na tablicy umieszczono motto – fragment homilii wygłoszonej przez Jana Pawła II w Gdańsku 12 czerwca 1987 roku „Solidarność to znaczy: jeden i drugi, a skoro brzemię, to brzemię niesione razem we wspólnocie, a więc nigdy jeden przeciw drugiemu”. Na tablicy wyryto również wizerunek trzech krzyży z kotwicami nawiązujący do Pomnika Poległych Stoczniowców w Gdańsku. Tablica jest przymocowana do ściany bocznej kolegiaty św. Bartłomieja w Opocznie. Współrzędne: 51°22′35,7″N 20°17′26,2″E/51,376583 20,290611 | Tablica upamiętniająca XXV rocznicę powstania Solidarności w Opocznie        |
| Tablica ku czci ofiar terroru hilerowskiego                                    | Umieszczona na ścianie frontowej domu przy ul. Piotrkowskiej 50 w Opocznie metalowa tablica upamiętniająca wydarzenia z 13 października 1942 r., kiedy to w odwecie za zastrzelenie w funkcjonującej tu wtedy kawiarni dwóch niemieckich żandarmów przez członka Komendy Powiatu NOW por. Antoniego Osińskiego „Piołuna” hitlerowcy rozstrzelali na miejscu 9 osób mieszkających w tym budynku: właścicieli lokalu Franciszka i Katarzynę Stelmachów, członków ich rodziny – Kazimierza, Stanisława i Wacławę Stelmachów oraz Zofię Szczepańczyk, sąsiadów Wincentego i Antoninę Pęchner oraz służącą Annę Chapnik. 6 kolejnych osób zostało aresztowanych, a następnie wywiezionych do obozów koncentracyjnych. Tablicę ufundował Obywatelski Komitet Ochrony Pomników Walk i Męczeństwa. Wykonawcą były Zakłady Przemysłu Terenowego „METALODLEW” w Końskich. Tablicę odsłonięto w 1964 r. Współrzędne: 51°22′32,3″N 20°16′37,4″E/51,375639 20,277056 | Tablica ku czci ofiar terroru niemieckiego w Opocznie                        |
| Tablica upamiętniająca powstańców styczniowych więzionych w Opocznie           | Kamienna tablica upamiętniająca powstańców styczniowych więzionych w budynku „Domu Esterki” w Opocznie w latach 1863–1865. Tablica jest wmurowana w ścianę frontową budynku przy Placu T. Kościuszki – tzw. „Domu Esterki”, w piwnicach którego w czasie powstania styczniowego funkcjonowało więzienie. Przetrzymywano tu m.in. schwytanych powstańców. Na tablicy widnieje napis „Pamięci powstańców styczniowych więzionych w tym gmachu w latach 1863–1865 straconych na szubienicy, zesłanych na Syberię przez zaborców rosyjskich. W hołdzie – rodacy”. Inicjatorem wmurowania tablicy był Włodzimierz Koperkiewicz. Tablicę odsłonięto 6 października 2005 roku. Współrzędne: 51°22′36,9″N 20°17′20,1″E/51,376917 20,288917 | Tablica powstańców styczniowych na Domu Esterki w Opocznie                   |
| Tablica poświęcona Wincentemu Witosowi                                         | Kamienna tablica upamiętniająca Wincentego Witosa – jednego z najwybitniejszych przedstawicieli ruchu ludowego w Polsce i trzykrotnego premiera. Uroczyste odsłonięcie tablicy miało miejsce 22 września 2019 r. Pomysłodawcą upamiętnienia osoby Wincentego Witosa w formie tablicy pamiątkowej był Bronisław Franków. Tablica jest wmurowana we frontową ścianę „Domu Esterki” na placu T. Kościuszki w Opocznie. Współrzędne: 51°22′36,9″N 20°17′20,1″E/51,376917 20,288917 | Tablica Wincentego Witosa na Domu Esterki w Opocznie                         |
| Tablica upamiętniająca ks. prałata Jana Wojtana                                | Granitowa tablica pamiątkowa poświęcona ks. prałatowi Janowi Wojtanowi – długoletniemu proboszczowi parafii św. Bartłomieja w Opocznie (1997–2009), który zginął tragicznie w wypadku samochodowym w Wieniawie 12 listopada 2009 r. Odsłonięcia tablicy dokonano 24 czerwca 2018 r. Tablica znajduje się na pasie zieleni przy rondzie im. ks. Jana Wojtana. Współrzędne: 51°22′36,4″N 20°17′13,0″E/51,376778 20,286944 | Tablica ku pamięci ks. Jana Wojtana w Opocznie                               |
| Tablica upamiętniająca Ignacego Zakrzewskiego                                  | Kamienna tablica upamiętniająca Ignacego Zakrzewskiego – burmistrza Opoczna, który został zastrzelony przez hitlerowców 11 września 1939 r. podczas pełnienia swoich służbowych obowiązków. Tablica jest wmurowana w ścianę frontową budynku przy Placu T. Kościuszki 1 w Opocznie, w którym przed II wojną światową mieścił się opoczyński magistrat. Uroczystego odsłonięcia tablicy dokonano 1 września 2014 r. Współrzędne: 51°22′34,2″N 20°17′22,5″E/51,376167 20,289583 | Tablica pamiątkowa Ignacego Zakrzewskiego w Opocznie                         |
| Tablica ku czci poległych żołnierzy antykomunistycznego podziemia              | Kamienna tablica ku pamięci „poległych i pomordowanych żołnierzy antykomunistycznego podziemia zbrojnego oraz mieszkańców Ziemi Opoczyńskiej – uczestników protestów społecznych okresu komunistycznego walczących o niepodległą i wolną Polskę”. Na tablicy oprócz motta umieszczono również cytat z Ewangelii wg św. Łukasza „Jeśli ci umilkną, kamienie wołać będą” (Łk.19.40) oraz wizerunek orła wojsk lądowych. Tablicę odsłonięto 1 marca 2014 r. Jest przymocowana do ściany bocznej kolegiaty św. Bartłomieja w Opocznie. Współrzędne: 51°22′35,7″N 20°17′26,2″E/51,376583 20,290611 | Tablica ku czci poległych żołnierzy antykomunistycznego podziemia w Opocznie |

## Pomniki w Opocznie
- Pomnik Tadeusza Kościuszki w Opocznie
- Pomnik Nieznanego Żołnierza w Opocznie
- Pomnik ku czci rozstrzelanych mieszkańców Opoczna przynależnych do tradycji mojżeszowej
- Pomnik Wdzięczności w Opocznie
- Pomnik Wdzięczności Armii Czerwonej w Opocznie
- Ławeczka Stefana Żeromskiego w Opocznie
- Pomnik Włodzimierza Perzyńskiego w Opocznie
- Pomnik Jana Pawła II w Opocznie
- Pomnik ku czci saperów w Opocznie
- Pomnik Katyński w Opocznie
- Pomnik Oświęcimski w Opocznie
- Pomnik ku czci powstańców styczniowych w Opocznie
- Pomnik ku czci opoczyńskich Żydów wywiezionych do obozu zagłady w Treblince
- Pomnik Tadeusza Sygietyńskiego w Opocznie